# استفانی (فیلم)
استفانی (به انگلیسی: Stephanie) فیلمی محصول سال ۲۰۱۷ و به کارگردانی آکیوا گلدزمن است. در این فیلم بازیگرانی همچون فرانک گریلو، آنا تورو، شری کروکس، سامانتا اسمیت و هارولد پرینو ایفای نقش کرده‌اند.